# Maria Boleyn
Maria Boleyn (Engels: Mary Boleyn, Blickling Hall, Norfolk, 1499/1500 — Essex, 19 juli 1543) was een lid van de familie Boleyn, die in Engeland aanzienlijke invloed genoot aan het begin van de 16de eeuw. Zij was een zuster van Anna Boleyn, de tweede vrouw van koning Hendrik VIII van Engeland. Eerder was Maria zelf een maîtresse van Hendrik VIII.  

## Jeugd
Maria werd geboren in Blickling Hall te Norfolk, en groeide op in en rond Hever Castle in Kent. Zij was een dochter van een welvarende diplomaat, Thomas Boleyn en van Elisabeth Howard, een dochter van de hertog van Norfolk. 
Zij had een zuster, Anna, en een broer George. De geboortejaren van de kinderen zijn onduidelijk; meestal gaat men ervan uit dat Maria de oudste van de drie was.
Vroeger werd gedacht dat Maria een tijd doorbracht in de Nederlanden als erejoffer van de landvoogdes aartshertogin Margaretha van Oostenrijk; tegenwoordig weten we dat dit haar jongere zuster Anna was. Maria werd in Engeland opgevoed. Zij kreeg een degelijke opleiding die paste bij haar maatschappelijke status en de ambities van haar vader.
In 1514 wist Thomas Boleyn zijn oudste dochter een plaats te bezorgen in het gevolg van Maria Tudor, de zuster van de Engelse koning Hendrik VIII, die was uitgehuwelijkt aan koning Lodewijk XII van Frankrijk. Toen Maria Tudor in 1515 na de dood van haar man Frankrijk verliet, bleef Maria Boleyn aan het hof van de nieuwe koning en koningin, Frans I en Claude.
Ook haar zuster Anna was enkele jaren erejoffer van koningin Claude. 

## Hof van Frans I

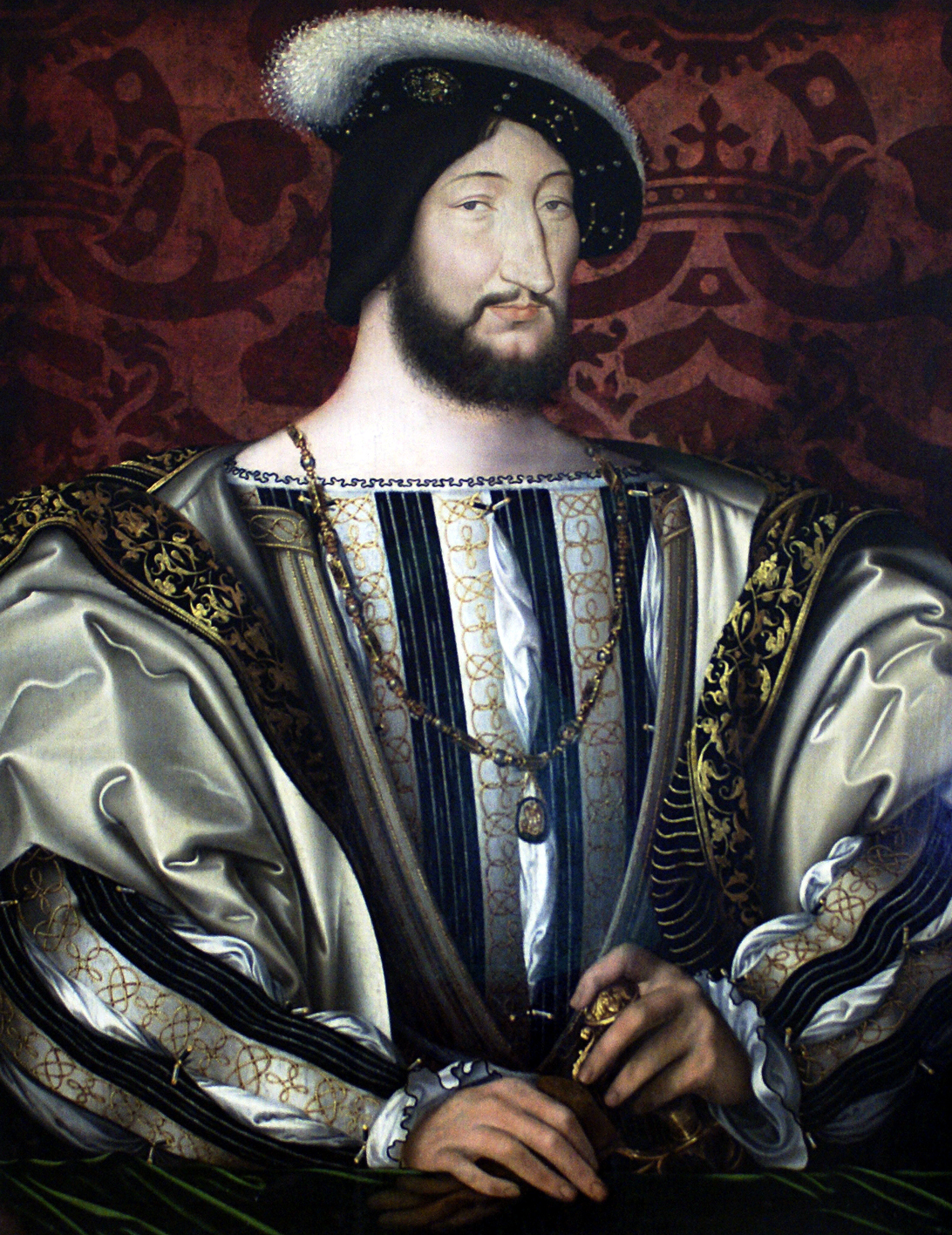
Koning Frans I van Frankrijk

Aan het hof kreeg Maria Boleyn een twijfelachtige reputatie. Er wordt gesuggereerd dat zij korte tijd de maîtresse was van koning Frans I en veel andere relaties had. Dat ze omschreven zou zijn als 'de grootste hoer van allemaal' is echter niet bewezen. Er wordt rekening mee gehouden dat politieke tegenstanders van de familie Boleyn de geruchten over Maria's reputatie hebben aangedikt om de familie zwart te maken. In 1519 keerde ze terug naar Engeland waar ze een positie kreeg in de hofhouding van koningin Catharina van Aragon.

## Koninklijke maîtresse

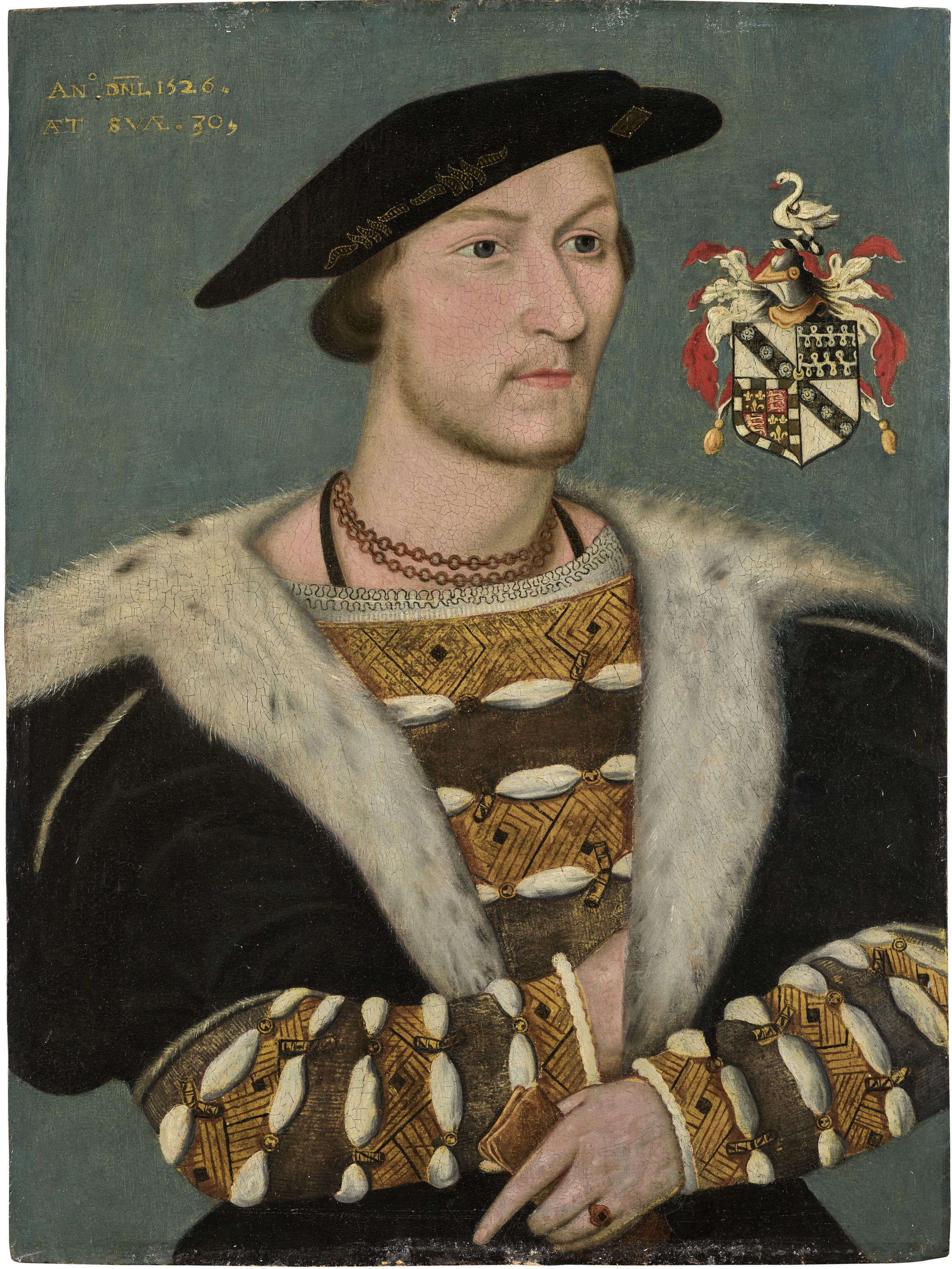
Maria Boleyns eerste echtgenoot William Carey

Op 4 februari 1520 trouwde Maria met de hoveling William Carey. De koning was eregast tijdens het huwelijk. Zij was in juni 1520 waarschijnlijk aanwezig bij het Goudlakenkamp, een ontmoeting in het Franse Balinghem tussen Frans I en Hendrik VIII. Het is niet duidelijk wanneer Maria precies de maîtresse van Hendrik VIII werd, maar vanaf 1522 begint haar man koninklijke giften te ontvangen; deze houden eind 1525 op. Het is waarschijnlijk dat de affaire in de tussenliggende periode speelde. Zij kreeg in deze jaren twee kinderen: Catharina Carey (1524 - 1568) en Hendrik Carey (1526 - 1596). Ze werden beiden erkend door William Carey - en niet door Hendrik VIII - maar er werd toen al gespeculeerd dat ze de kinderen van de koning waren. 
Maria was nooit 'officieel' de maîtresse van de koning, zoals in Frankrijk en andere landen wel gebruikelijk was. Zij genoot ook nooit de bekendheid, rijkdom en macht van die formeel erkende maîtresses. Hoogstwaarschijnlijk was de affaire in 1526 voorbij, omdat Hendrik rond die tijd ook geïnteresseerd raakte in Maria's jongere zuster Anna.

## Een koninklijke zuster
Anna Boleyn was al in 1522 uit Frankrijk teruggekeerd naar Engeland. Maria werd over het algemeen aantrekkelijker gevonden dan haar zuster, maar door haar jarenlange verblijf aan Europese hoven viel Anna op aan het Engelse hof. Ze werd bewonderd om haar fascinerende persoonlijkheid, intelligentie en sprankelende conversatie. Vanaf 1526 begon zij de aandacht van de koning te trekken. Hij was al snel vastberaden om met Anna te trouwen, die weigerde zijn maîtresse te worden, en begon een procedure om zijn huwelijk met Catharina van Aragon nietig te laten verklaren.

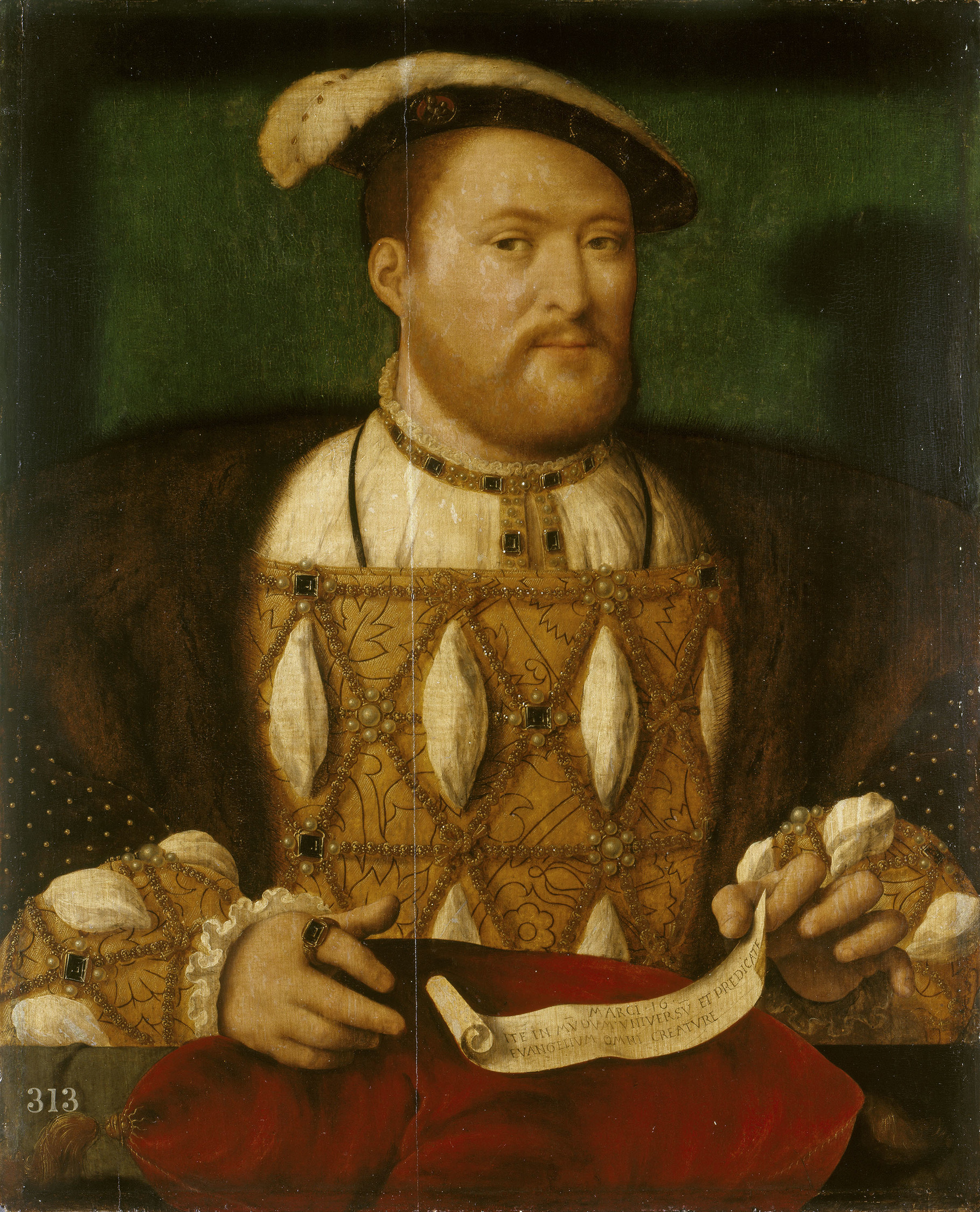
Hendrik VIII 1530-1535

In 1528 overleed Maria's echtgenoot William Carey tijdens een epidemie van de zweetziekte (een dodelijke infectueuze ziekte, vermoedelijk veroorzaakt door het hantavirus). Hij liet haar met aanzienlijke schulden achter. De koning beval Thomas Boleyn om zich financieel om Maria en haar kinderen te bekommeren. Zij kreeg - mogelijk ook op aandringen van Anna - van haar vader een jaarpensioen van £100 (de vergelijkbare waarde daarvan omgerekend naar inkomen of vermogen in 2020 is ca  £50.000). Anna Boleyn kreeg de voogdij over haar neef, Hendrik Carey, en zette zich ervoor in dat hij een degelijke opvoeding kreeg.
Hoewel Maria en Anna geen echt hechte relatie hadden, gingen ze in deze jaren op redelijk goede voet met elkaar om. Toen Anna in 1532 samen met Hendrik VIII naar Calais vertrok voor een staatsbezoek, was Maria een van haar metgezellen. In januari 1533 trouwde Hendrik VIII met Anna Boleyn, hoewel zijn eerste huwelijk nog steeds niet door de paus nietig was verklaard. Anna werd op 12 april erkend als koningin en op 1 juni gekroond in Westminster Abbey. Op 7 september 1533 werd haar dochter Elizabeth geboren, de latere koningin Elizabeth I.

## Tweede huwelijk

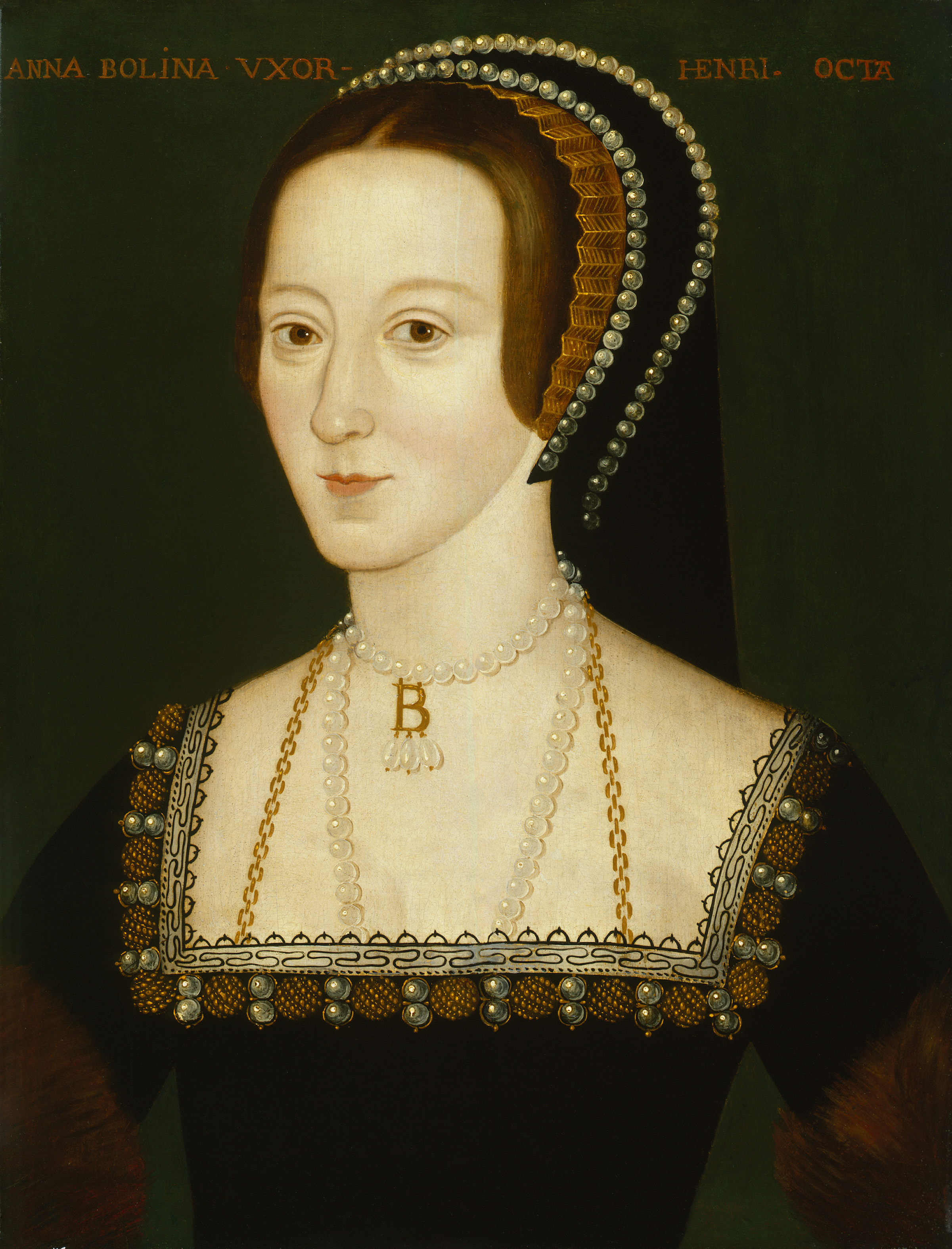
Maria's zuster, koningin Anna

In 1534 trad Maria heimelijk in het huwelijk met William Stafford (1512?-1556), een soldaat in het Engelse garnizoen in Calais. Zijn familie was niet van adel, maar behoorde tot de minder prominente 'gentry' (de klasse van gegoede landeigenaren). Zij viel in ongenade bij haar familie, die vond dat zij beneden haar stand was getrouwd en te weinig rekening had gehouden met haar positie als schoonzuster van de koning. Het koppel werd op aandringen van de Boleyns verbannen van het hof en Maria's toelage werd stopgezet. Maria Boleyn deed tevergeefs een beroep op de adviseur van de koning, Thomas Cromwell, om voor haar te bemiddelen. Voor zover bekend is er tussen 1534 en Anna's dood in 1536 geen contact meer geweest tussen de twee zusters, of tussen Maria en haar vader. Er zijn ook geen aanwijzingen dat Maria in mei 1536 haar zuster Anna en broer George, die op beschuldiging van overspel en hoogverraad gevangen zaten in de Tower of London, voor hun executie nog heeft bezocht of geschreven. 
Hendrik VIII liet zijn huwelijk met Anna Boleyn nietig verklaren, waarbij hij volgens bronnen uit die tijd zijn eerdere relatie met Maria als een van de redenen aanvoerde. Volgens het Bijbelboek Leviticus was het voor een man verboden om te trouwen met zijn voormalige schoonzuster. Het huwelijk van Hendrik met Catharina van Aragon was nietig verklaard omdat zij eerder getrouwd was geweest met Hendrik’s jonggestorven broer Arthur. Een soortgelijke verwantschap zou volgens de koning tussen hem en Anna hebben bestaan door zijn affaire met Maria.

## Laatste levensjaren

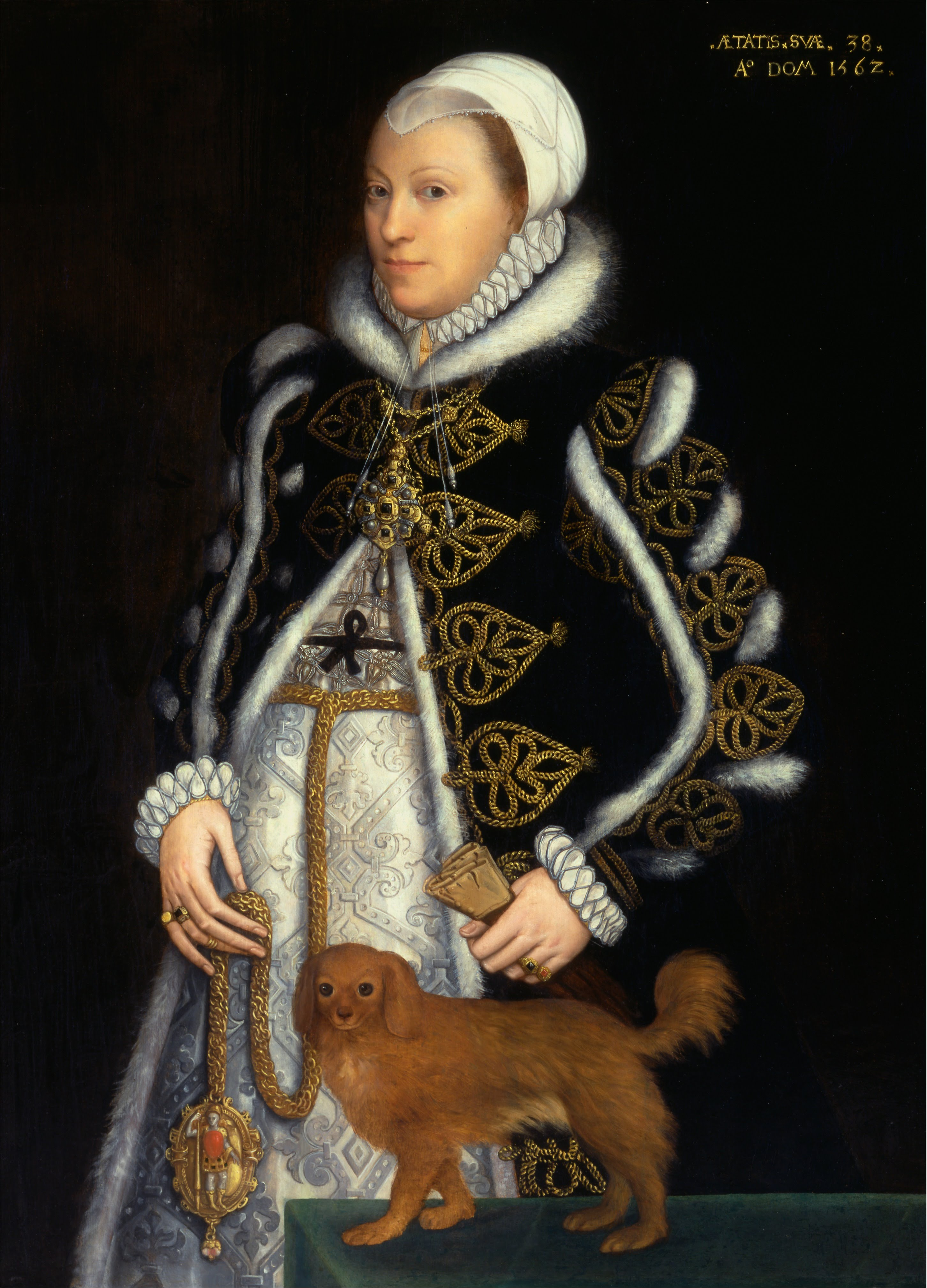
Catherine Carey - dochter van Maria Boleyn

Na de dood van Anna en George Boleyn leefde Maria ver van het hof een rustig en relatief obscuur leven met haar man. Ze verzoende zich na de dood van haar moeder in 1538 met haar vader en woonde met zijn toestemming op Rochford Hall in Essex. Na zijn dood in 1539 erfde ze een aantal landgoederen. Ze stierf op 30 juli 1543. 
Haar kinderen bleven altijd welkom aan het hof. Haar dochter Catharina werd in november 1539 erejoffer van Anna van Kleef, de vierde vrouw van Hendrik VIII. Ook haar zoon Hendrik was in ieder geval vanaf 1545 deel van de hofhouding. Beiden hadden later ook een hechte band met koningin Elizabeth I. Zij was als dochter van Anna Boleyn in ieder geval hun volle nicht en als dochter van Hendrik VIII mogelijk hun halfzuster, al blijft dat laatste onzeker.  

## Nakomelingen
Maria kreeg tijdens haar huwelijk met William Carey twee kinderen:
- Catharina (1524 - 15 januari 1568), was erejoffer van Anna van Kleef en Catharina Howard. Ze trouwde met sir Francis Knollys en was eerste hofdame aan het hof van Elizabeth I.Hendrik Carey - zoon van Maria Boleyn

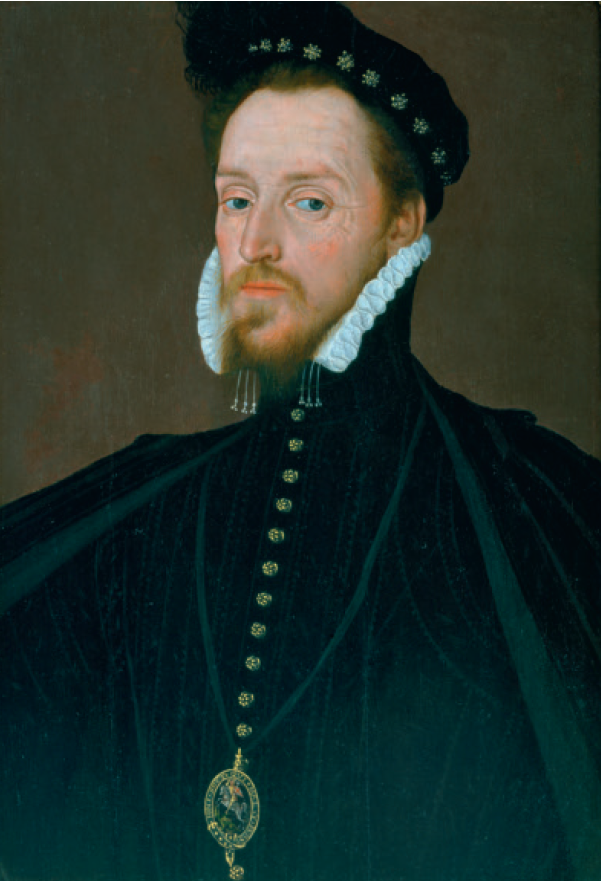
Hendrik Carey - zoon van Maria Boleyn

- Hendrik (4 maart 1526 - 23 juli 1596). Hendrik Carey was een militair en werd in 1559 in de adelstand verheven als Baron Hunsdon.

Met William Stafford had ze een zoon, Edward (1535-1545) en waarschijnlijk een dochter, Anna. Over hen is niets bekend. 
Via haar dochter Catharina en zoon Hendrik had Maria Boleyn 26 kleinkinderen, van wie er velen zelf ook kinderen kregen.  
Zij heeft daardoor een groot aantal nazaten in prominente Britse families: koning Charles III stamt via zijn grootmoeder Elizabeth Bowes-Lyon van Catharina Carey af. Zijn zoons, de prinsen William en Harry, stammen via hun moeder Diana Spencer ook af van Maria’s zoon Hendrik Carey. Maria Boleyn is volgens de historica Alison Weir ook een verre voorouder van onder anderen Charles Darwin, Winston Churchill, P.G. Wodehouse en Sarah Ferguson.